# El fantasma de la ópera
El fantasma de la ópera (Le Fantôme de l'Opéra) es una novela gótica de Gastón Leroux, publicada en marzo de 1910 (tras aparecer serializada en Le Gaulois de septiembre de 1909 hasta enero de 1910). Ha sido adaptada numerosas veces al teatro y al cine (por ejemplo, El fantasma de la ópera, de 1925, aún vivo Leroux).
La obra está inspirada en hechos reales y en la novela Trilby de George du Maurier, y combina elementos de romance, terror, drama, misterio y tragedia. La historia trata sobre un ser misterioso que aterroriza la Ópera de París para atraer la atención de una joven vocalista a la que ama.

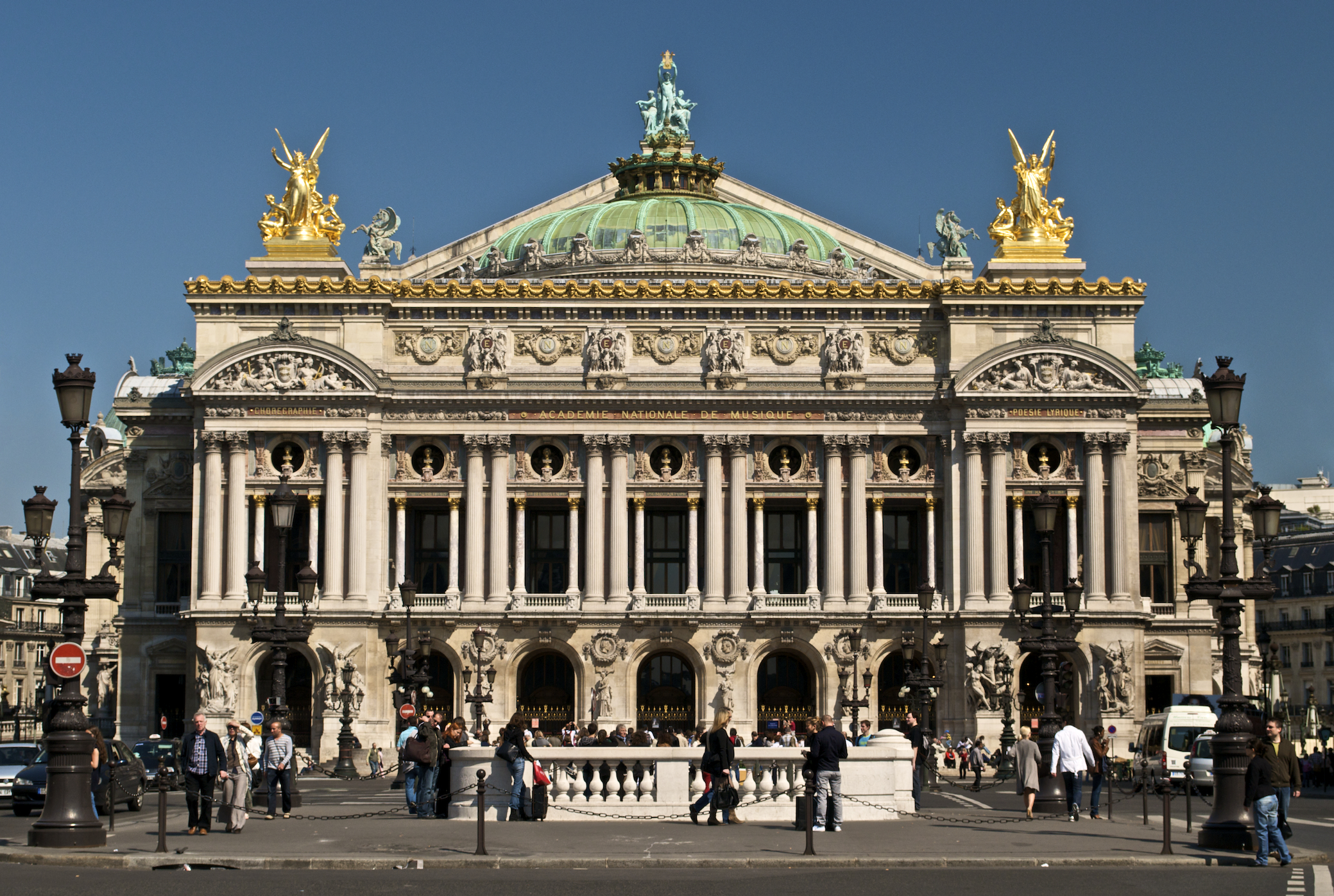
La Ópera de París.

## Argumento
La novela está ambientada en el París, a finales del siglo XIX, en la Ópera Garnier, un edificio lujoso y monumental construido sobre un lago subterráneo entre 1857 y 1874. Los empleados afirman que la ópera está encantada por un fantasma misterioso que provoca muchos accidentes. El fantasma de la ópera chantajea a los dos gerentes de la ópera para que le paguen 20 000 francos al mes y le reserven un palco privado para los conciertos, ya que él compone todas las óperas que se presentan ahí o hace arreglos musicales.
Mientras, la joven diva Christine Daaé (aparentemente inspirada en la diva sueca Christina Nilsson), quien cree estar guiada por un ángel de la música supuestamente enviado por su padre, llega a un éxito repentino en el escenario en cuanto reemplaza a la hasta entonces prima donna Carlotta, que tuvo que ser sustituida dos veces porque cayó en una extraña enfermedad. 
En esta versión de la historia, Carlotta es reemplazada debido a que Erik, el fantasma, deja caer un telón de gran tamaño sobre Carlotta y hace que abandone la presentación de esa noche. Christine gana los corazones del público, incluyendo el de su amigo de la infancia, el vizconde Raoul de Chagny.
El fantasma se siente celoso de la relación de Christine con Raoul y la invita a visitarle en su mundo debajo del edificio. Ella acepta, y en las catacumbas descubre que su "ángel" es en realidad un genio musical deforme que lleva una máscara para ocultar su cara aberrante. Ella grita de terror al contemplar su rostro verdadero y el fantasma la encierra en su hogar, aceptando liberarla sólo cuando ella prometa que volverá a visitarlo por su propia voluntad.
Christine está dividida entre el amor del joven y encantador vizconde Raoul, y su fascinación con la misteriosamente hermosa música del fantasma. Cuando ella se da cuenta de que su ángel es el mismo fantasma de la ópera responsable de accidentes y asesinatos, ella y Raoul deciden casarse en secreto y escapar de París, fuera del alcance del fantasma.
El fantasma descubre el plan y, durante la interpretación de Christine como Marguerite en la ópera Fausto, de Charles Gounod, deja la ópera a oscuras y la secuestra en pleno escenario. Abajo, en el hogar del fantasma, tiene lugar la última confrontación, entre el fantasma, Christine y Raoul.
Allí Christine decidirá qué hacer, si salvar a Raoul dándole un beso al fantasma de la ópera, o no darle el beso y que Raoul muera ahogado.

## El fantasma de la ópera
El fantasma nació como el hijo de un maestro albañil, en una pequeña ciudad no muy lejos de Ruan bajo el nombre de Erik. Escapó muy pronto de la casa de su padre, donde su cara deforme era objeto de horror y terror para sus progenitores. Durante un tiempo, frecuentó las ferias, donde un dueño de un espectáculo de exposición de monstruos lo anunciaba como el cadáver humano. Viajó alrededor de Europa y Asia con los gitanos. Allí consiguió pericia acrobática y musical para convertirse en un genio alejado de la norma. También se convirtió en un experto ventrílocuo.
Finalmente, terminó como asesino de la corte e ingeniero personal del sah de Persia y construyó para él sofisticadas trampas y dispositivos de tortura (como el lazo de Punjab). Después de algún tiempo, Erik construyó para el sah un magnífico palacio el cual fue provisto de las maravillas que el fantasma desarrolló. Fue entonces cuando el sah, al notar la magnificencia de Erik y su edificio, decidió que él sería el único en poseer un palacio de esa categoría y tuvo miedo de que Erik pudiera construir otro para más personas. Así pues, decidió dar muerte a Erik. Este se las arregló para escapar y retornar a Francia.
Erik usó sus habilidades arquitectónicas y consiguió un trabajo como uno de los arquitectos que construirán la Ópera Garnier de París. Bajo el edificio, un lago artificial había sido creado durante la construcción usando ocho bombas hidráulicas, porque existían problemas ya que el nivel del agua subterránea seguía subiendo. Sin que nadie se diese cuenta, Erik construyó un laberinto de túneles y pasillos en los niveles más bajos. Más allá del lago subterráneo construyó un hogar para sí mismo, dónde podría vivir protegido del resto de la gente.
Aun siendo un brillante inventor e ingeniero, Erik también era un genio musical, y empezó a visitar la Casa de la Ópera para escuchar óperas e interferir con el supuesto mal gusto del gerente. Al no poder enseñar su cara en público, se caracterizó como un fantasma y usó la violencia para chantajear a los gerentes de la ópera y atarlos a su voluntad. Explotó las supersticiones de los empleados y su conocimiento de los pasajes secretos del edificio, lo que le permitía llegar a cualquier parte de la ópera sin que nadie se diese cuenta. Aterrorizaba a aquellos que se negaban a atender sus peticiones y hasta mató gente a modo de aviso. Por el contrario, trataba bien a los que se comportaban de forma leal y obedecían sus órdenes (caso de Madame Giry).
La historia de la novela comienza cuando una joven muchacha corista llamada Christine Daaé se une al coro de la ópera y Erik, el fantasma, se enamora  de ella.

## Personajes
- Erik: El fantasma de la ópera.
- Christine Daaé: La protagonista, la cantante de la que se han enamorado Erik, el fantasma de la ópera, y también el vizconde Raoul de Chagny.
- Vizconde Raoul de Chagny: Amigo de la infancia de Christine, la cantante de la que también se ha enamorado él, al igual que Erik, el fantasma de la ópera.
- Joseph Buquet: El tramoyista jefe.
- La Carlotta: Una consentida prima donna; la soprano principal de la Ópera de París.
- Mercier: El director de escena de la Ópera.
- Gabriel: El supersticioso maestro del coro.
- Mifroid: El comisario de policía llamado a causa de la desaparición de Christine.
- Remy: El secretario del director.
- El inspector: Un inspector contratado para investigar los extraños sucesos concernientes a la Butaca Cinco.
- Shah y el Sultán: Dos reyes que intentaron asesinar a Erik después de que este les construyera un palacio.
- La Sorelli: la bailarina de ballet principal, con quien estuvo el Conde de Chagny.
- Pequeña Meg Giry: Una bailarina de ballet mencionada en la Ópera.
- Madame Giry: La madre de Meg Giry y la acomodadora del palco número 5.
- Madame Valérius: Anciana tutora y madre adoptiva de Christine Daaé.

## Adaptaciones

### Teatro
- Ken Hill's Phantom of the Opera (1976/1984): Musical por Ken Hill, con letras añadidas a la música de Gounod, Offenbach, Verdi, y otros.
- El Fantasma de la Ópera en México (1976) con Lucía Méndez y Julio Alemán.
- The Phantom of the Opera (1986): Musical por Andrew Lloyd Webber.
- The Phantom of the Opera: Musical por Helen Grigal (libreto y letras) y Eugene Anderson (música).
- The Phantom of the Opera (musical 1991)|Phantom (1991): Musical por Maury Yeston (música y letras) y Arthur Kopit (texto).
- Phantom der Oper por Arndt Gerber / Paul Williams.
- The Phantom of the Opera por BAT Productions.
- Phantom of the Opera por David Bishop / Kathleen Masterson.
- Phantom der Oper por Karl Heinz Freynick / Ingfried Hoffmann.
- The Phantom of the Opera por Rob Barron / David Spencer.
- Das Phantom der Oper por Sahlia Raschen / Ulrich Gerhartz.
- The Phantom of the Opera por Sean Grennan, Kathy Santen, Cheri Coons / Michael Duff.
- The Phantom of the Opera por Gaslight Theatre.
- Das Phantom der Oper por Thomas Zaufke, Felix Müller / Victor Hunt.
- The Phantom of the Opera por Walter Murphy.
- The Phantom of the Opera (Musical) realizado por The British School, año 2009 (Ganador del Grammy a la mejor adaptación).
- Love Never Dies (Musical) Secuela del musical original de 1986 creada por Andrew Lloyd Webber, estrenada en marzo de 2010. La obra transcurre en un parque de atracciones 10 años después del desenlace de The Phantom of The Opera.

### Películas

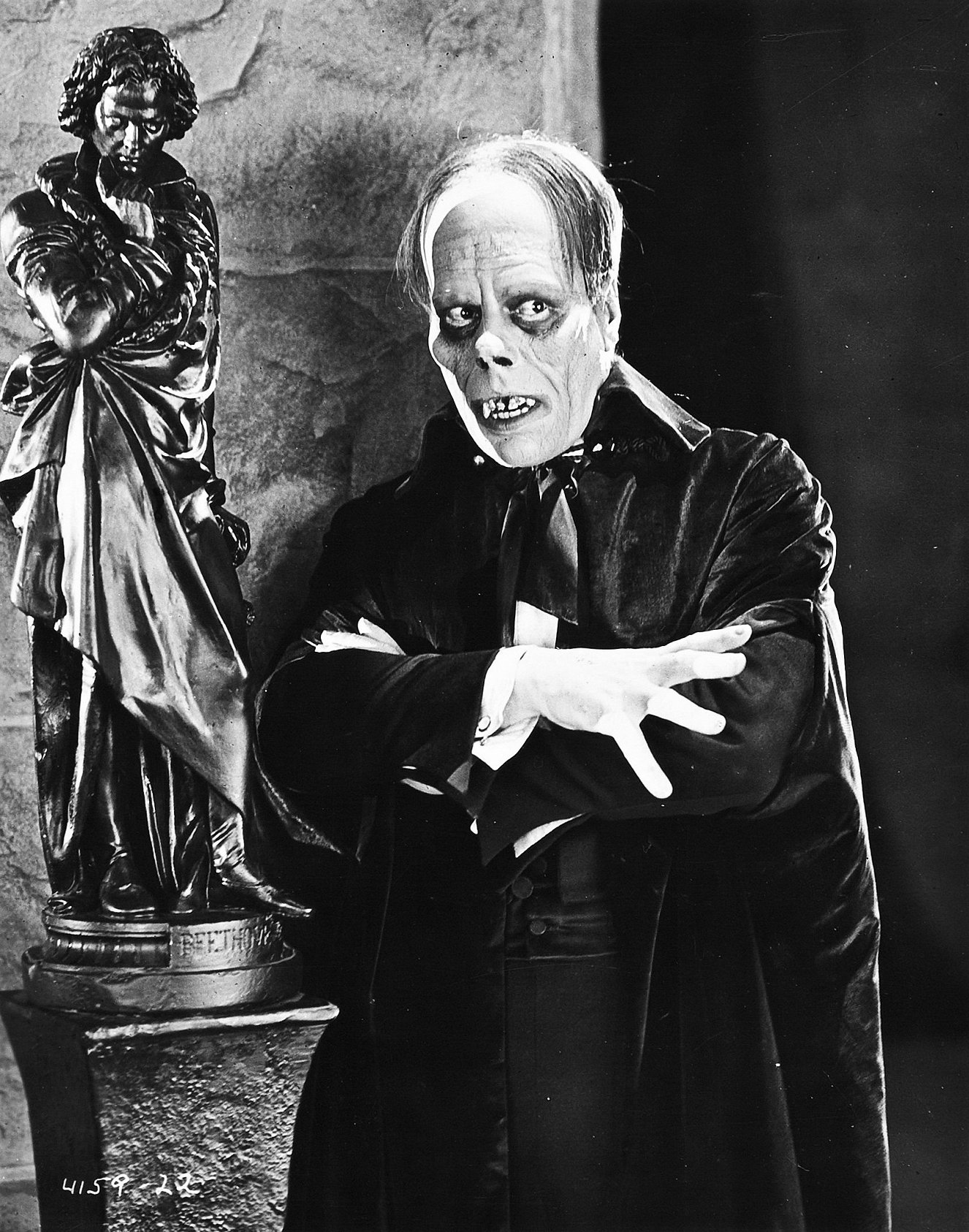
Lon Chaney, Sr. como Erik en El fantasma de la ópera (1925).

- Das Phantom der Oper (1916), dirigida por Ernst Matray y protagonizada por Nils Crisandher y Aud Nissen.
- The Phantom of the Opera (1925) (El fantasma de la ópera en España): Protagonizada por Lon Chaney, Sr.
- Phantom of the Opera (1943) (El fantasma de la ópera en España): Con Claude Rains.
- El fantasma de la ópera (1960): Cortometraje grabado en Argentina, adaptación de la novela a cargo de Narciso Ibáñez Menta.
- Phantom of the Horse Opera (1961): Película animada de Woody Woodpecker.
- El fantasma de la ópera (1962) (El fantasma de la ópera en España): Versión de Hammer Productions con Herbert Lom.
- Phantom of the Paradise (1974): Musical rock dirigido por Brian De Palma.
- The Phantom of the Opera (1983) (El fantasma de la ópera en Venezuela): Hecha para la televisión con Maximilian Schell y Jane Seymour.
- El fantasma de la Ópera (1987): Película animada producida por Emerald City Productions
- The Phantom of the Opera (1989) (El fantasma de la ópera en España y Argentina): Dirigida por Dwight H. Little, con la interpretación de Robert Englund.
- Il fantasma dell'opera (1998) (El fantasma de la ópera en España, Argentina y Venezuela): Dirigida por Dario Argento, con Julian Sands.
- The Phantom of the Opera (2004) (El fantasma de la ópera en España): Versión para el cine del musical de Lloyd Webber, dirigida por Joel Schumacher, con Gerard Butler, Patrick Wilson y Emmy Rossum como los protagonistas.

### Televisión
- The Phantom of the Opera (1990) (El fantasma de la ópera en España y Venezuela): Miniserie en dos capítulos producida por la NBC, dirigida por Tony Richardson y protagonizada por Burt Lancaster, Teri Polo y Charles Dance. Es la única versión que fue rodada en la auténtica Opera Garnier parisina.

### Novelas y series
- El fantasma de la ópera de Gastón Leroux, el libro original.
- Phantom de Susan Kay, una novela biográfica que cuenta de nuevo la vida del Fantasma.
- The Phantom of Manhattan de Frederick Forsyth, una secuela al musical de Lloyd Webber.
- Angel of Music de D. M. Bernadette, una secuela a "todas las adaptaciones del fantasma".
- Journey of the Mask de Nancy Hill Pettengill, una secuela a la novela original de Leroux.
- Progeny de Becky L. Meadows, otra secuela en la que Erik y Christine tienen un hijo.
- The Canary Trainer de Nicholas Meyer, una novela de Sherlock Holmes que reinterpreta el argumento definido por Leroux.
- Maskerade de Terry Pratchett, una novela de Mundodisco que parodia la historia. Publicada en España con el título Mascarada.
- The Angel of the Opera de Sam Siciliano, Sherlock Holmes y su hijo se encuentran con el fantasma.
- El fantasma de la ópera; ensayo del musical y obra literaria de Sandra Andrés Belenguer. Un ensayo acerca del musical de Webber y la novela de Leroux.
- Night Magic de Charlotte Vale Allen, un romance novelesco que cuenta la historia del fantasma en tiempos más modernos.
- Stagestruck Vampires and Other Phantasms de Suzy McKee Charnas; la historia corta Beauty of the Opera en esta antología ofrece un final alternativo con Christine permaneciendo junto al fantasma durante cinco años.
- Unmasqued: An Erotic Novel of The Phantom of The Opera de Colette Gale. Revisión en clave erótica del Fantasma de la Ópera. Publicada en España con el título Desenmascarado.
- El Violín Negro de Sandra Andrés Belenguer; una novela juvenil ambientada en la actualidad con el Fantasma de la Ópera de trasfondo.
- Le Fantôme de l'Opéra, adaptación al cómic en dos tomos hecha por Christophe Gaultier y Marie Galopin (2013), con traducción de Olalla García, publicada en España por Impedimenta.

### Música
- Iron Maiden, legendaria banda británica de heavy metal, en su álbum Iron Maiden de 1980, contiene un tema llamado Phantom of the Opera.
- La banda estadounidense de thrash metal Iced Earth, en su sexto álbum Horror Show de 2001, posee una canción titulada "The Phantom Opera Ghost".
- The Phantom of the Opera (1999) adaptación del musical de Lloyd Webber realizado por la banda Dreams of Sanity en colaboración con Tilo Wolf, vocalista de la banda Lacrimosa (por lo que a menudo se asocia está interpretación a dicha banda), incluido en su álbum Masquerade de 1999.